# Busbahnhof

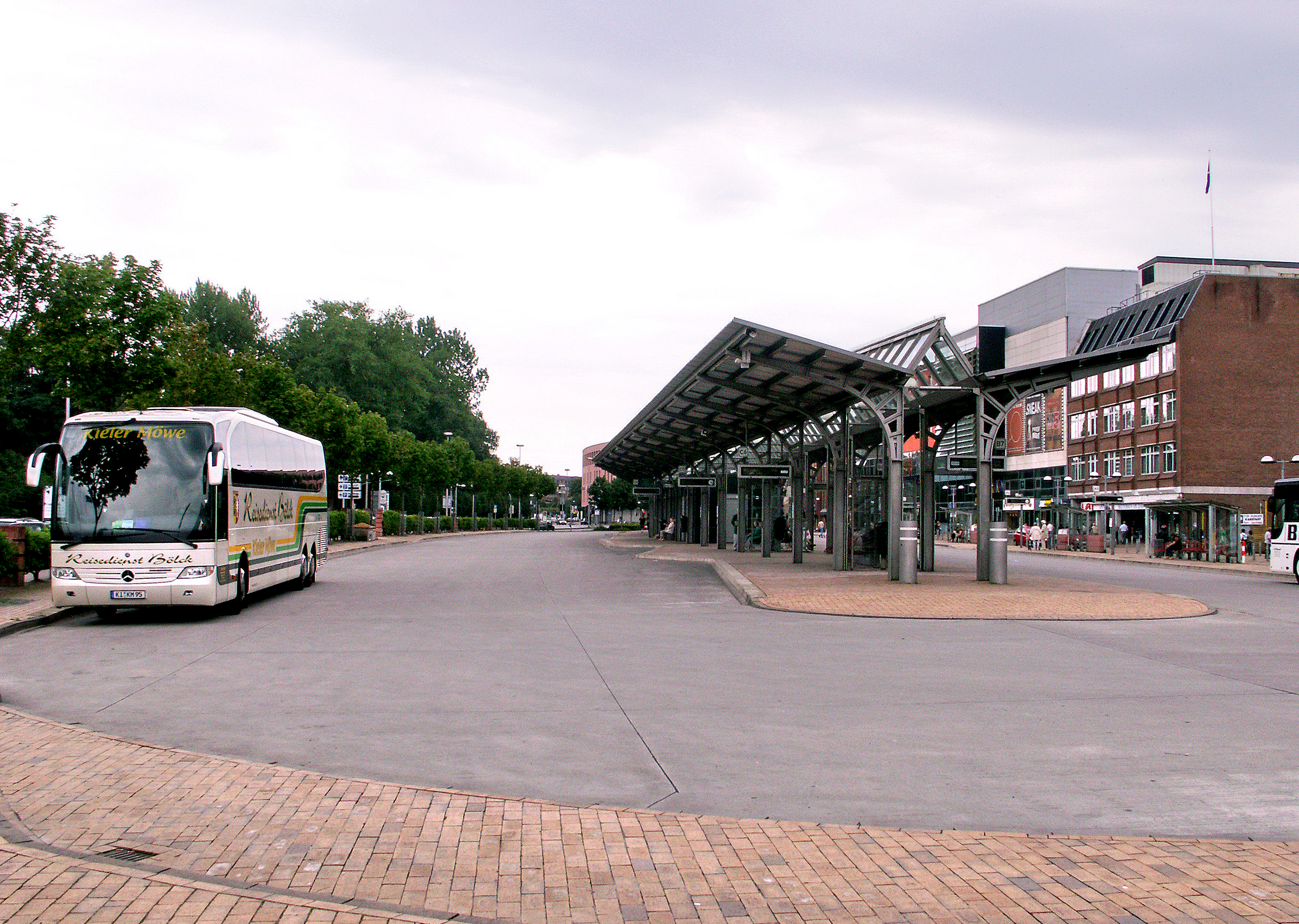
Erster ZOB Deutschlands in Flensburg, Bauzustand seit 1996

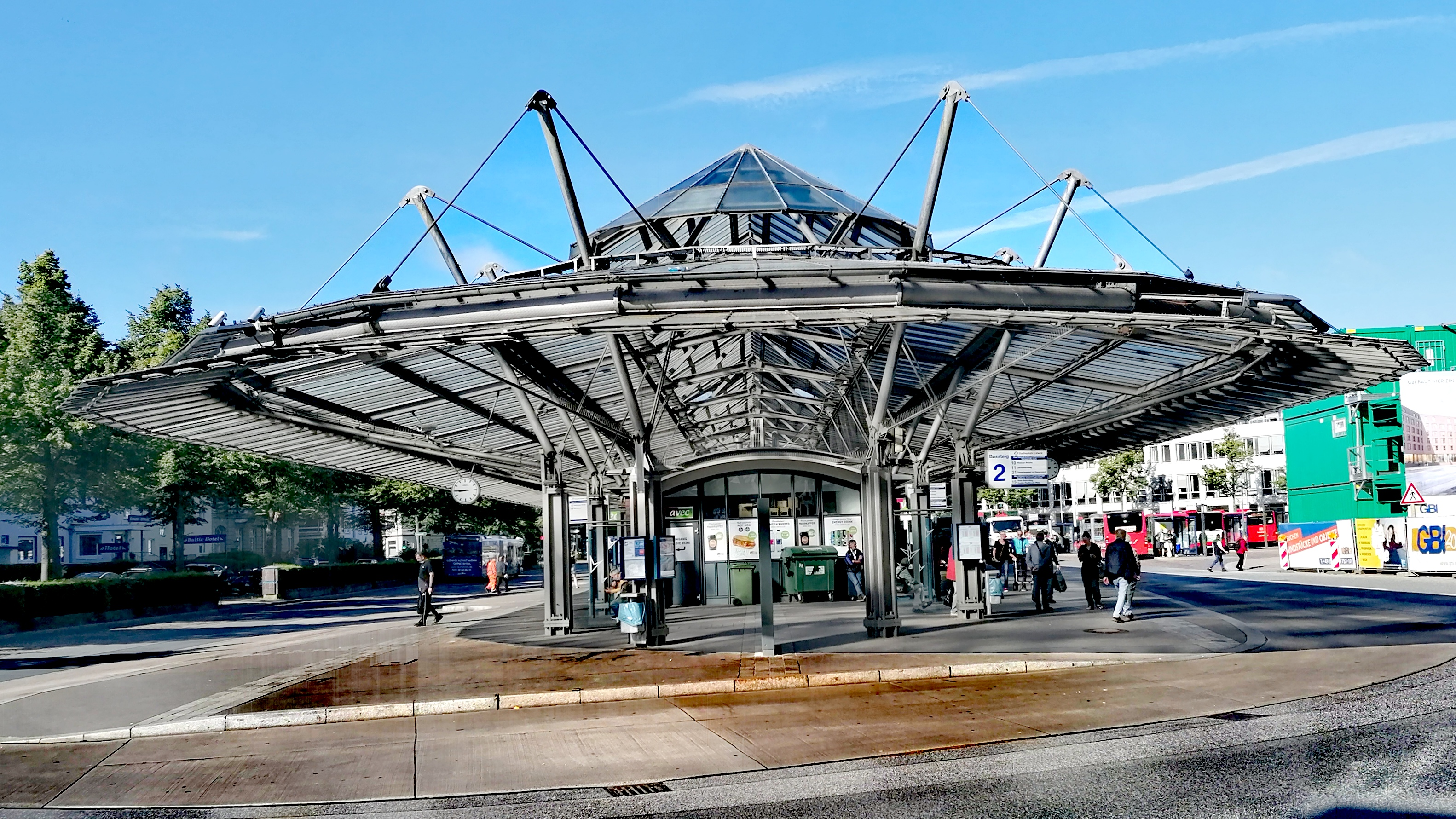
ZOB Lübeck

Ein Omnibusbahnhof (Obf) oder Autobusbahnhof, kurz Busbahnhof (Busbhf, Busbf oder Bbf), Autobahnhof oder Bushof, auch Busterminal und neuer auch Bushub ist eine größere Haltestellenanlage, die als – meist zentraler – Verknüpfungspunkt verschiedener Buslinien dient. Hierbei handelt es sich um eine Verkehrsfläche mit Straßenanschluss, die von Omnibussen befahren wird. Zum Ein- und Aussteigen von Fahrgästen werden Bussteige (analog den Bahnsteigen in einem Bahnhof) angelegt, an denen die Busse halten. Zur Vernetzung mit Eisenbahn, Stadtbahn oder Straßenbahn werden bei Neu- oder Umbauten von Busbahnhöfen manchmal Kombibahnsteige angelegt.
In Deutschland wird oft die Kurzbezeichnung ZOB (Zentraler Omnibus-Bahnhof) verwendet, wobei alternativ auch die Kurzbezeichnungen ROB für Regionaler Omnibusbahnhof, ZUM für Zentrale Umsteigestelle, ZUP für Zentraler Umsteige-Punkt oder ZOH für Zentrale Omnibus-Haltestelle verwendet werden. Eine veraltete Bezeichnung lautet Gummibahnhof.
Auch in der Schweiz wird der Begriff Busbahnhof verwendet. Gleiches gilt für Österreich.

## Lage

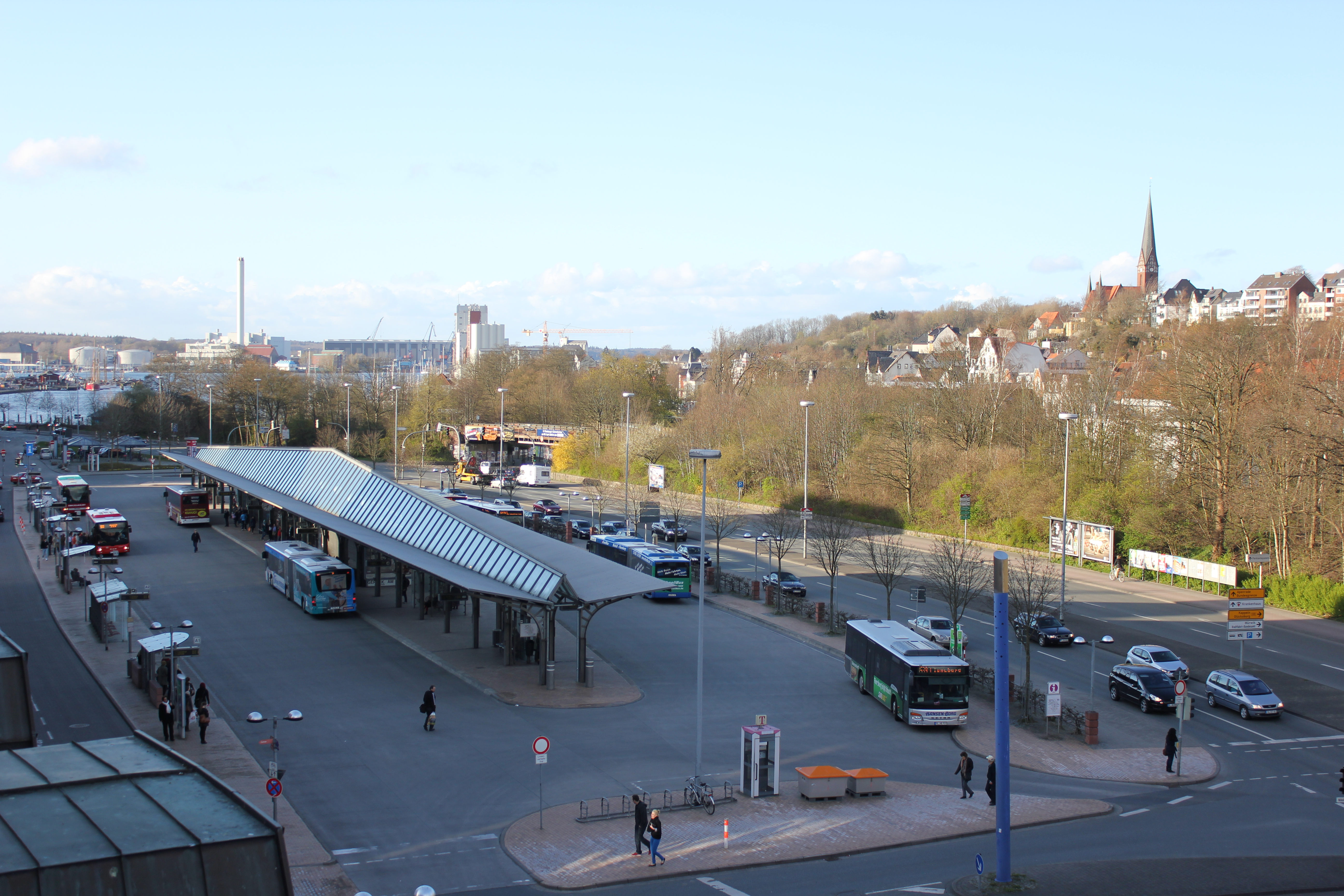
Der ZOB in Flensburg liegt an der Hafenspitze und zentral an der Flensburger Innenstadt

Der erste ZOB Deutschlands, der Zentrale Omnibusbahnhof Flensburg, wurde am 31. Dezember 1931 im umgebauten alten Bahnhof Flensburg eröffnet, also in zentraler Lage der Stadt. 1951 wurde das Konzept des Hamburger ZOB (Neubau 2003) mit seinen Bussteigen und einem gemeinsamen Zentralgebäude europaweit wegweisend für den Fern- und Überlandbusverkehr.
Busbahnhöfe finden sich auch heute allgemein in zentraler Lage entweder nahe einem Bahnhof oder in der Innenstadt. Zu unterscheiden ist zwischen Umsteigeknoten des Stadt- oder Nahverkehrs und Anlaufpunkten für Fernbuslinien.
Eine Ausnahme von der Regel einer zentralen Lage stellt der ZOB Berlin dar, der weder in der Berliner Innenstadt noch in der Nähe eines (Fernverkehrs-)Bahnhofs gelegen ist. Ohne zusätzlichen Fußweg ist er lediglich an das Stadtbusnetz der Berliner Verkehrsbetriebe direkt angebunden; zu U- und S-Bahn muss jeweils eine Strecke von einigen hundert Metern zu Fuß zurückgelegt werden. Fernlinienbusse erreichen ihn über die nahe gelegene Stadtautobahn (AVUS). Eine weitere Ausnahme bildet der Zentrale Omnibusbahnhof in Stuttgart. Infolge der Bauarbeiten für Stuttgart 21 wurde der bisherige Standort gegenüber dem Hauptbahnhof zum 1. April 2010 geschlossen; die Busse fuhren übergangsweise von zwei Standorten in den Stadtteilen Obertürkheim und Zuffenhausen ab. Seit dem 10. Mai 2016 ist der neue Zentrale Omnibusbahnhof am Stuttgarter Flughafen in Betrieb.
In vielen Ländern hat der Verkehr mit Langstrecken-Buslinien eine wesentlich größere Bedeutung als in Deutschland. Hier finden sich oft Busbahnhöfe mit den Dimensionen eines Hauptbahnhofs oder eines kleineren Flughafens, beispielsweise der 2005 in Helsinki eröffnete Kampin keskus oder der Busbahnhof Esenler in Istanbul, der größte Busbahnhof in der Türkei und einer der größten der Welt.
Oft befindet sich ein Busbahnhof in unmittelbarer Nähe zu einem Bahnhof einer Eisenbahn, Schnellbahn (S-, U-Bahn) oder Stadtbahn, um den Fahrgästen das Umsteigen zwischen den ÖV-Verkehrsmitteln zu erleichtern. Dabei wird auf kurze Wege, ausreichende Fahrgastinformation und eine barrierefreie Gestaltung geachtet. Dazu gehören beispielsweise Markierungen für Sehbehinderte. Es gibt jedoch auch Orte, die über gar keine Gleisanbindung verfügen, jedoch über einen Busbahnhof, wo sich mehrere Buslinien treffen. Zum leichteren Einsteigen auch mit Kinderwagen, Gepäck oder Rollstuhl sind abgeschrägte neben erhöhten Bordsteinkanten vorhanden.

## Bauformen
Es gibt verschiedene Bauformen für Busbahnhöfe. Diese sind:
- Rondell-Form
- Schräg- und Längsparallelform
- Kaiform
- Hundeknochenform

### Rondell-Form

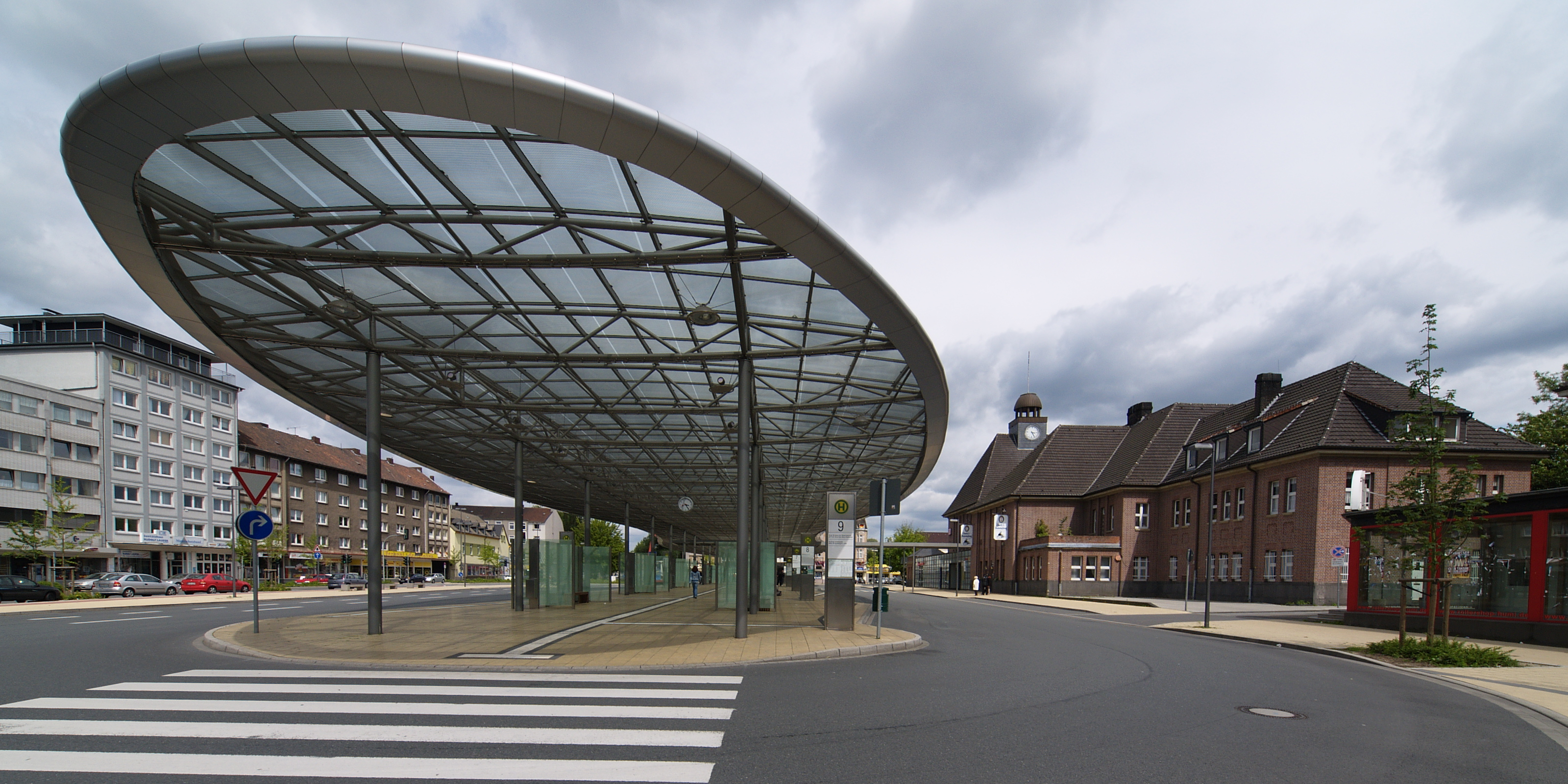
Busbahnhof in Herne. Beispiel für eine Rondellform

Die Rondell-Form ist eine der typischsten Bauformen für Busbahnhöfe, insbesondere im städtischen Verkehr. Bei der Rondellform besteht der Busbahnhof aus einer Ellipse in Mittelform, um die die Busse im Linksverkehr (in Ländern mit Linksverkehr: Rechtsverkehr) vorbeifahren. Sie erlaubt ein sehr leichtes Wenden, was im Städtischen Verkehr oft von Bedeutung ist. Die Rondellform kann, um Platz zu sparen, mit Einbuchtungen zur so genannten „Sägezahnform“ ausgestattet werden, die ein leichtes Ein- und Ausfahren der Omnibusse ermöglichen.

### Parallelform

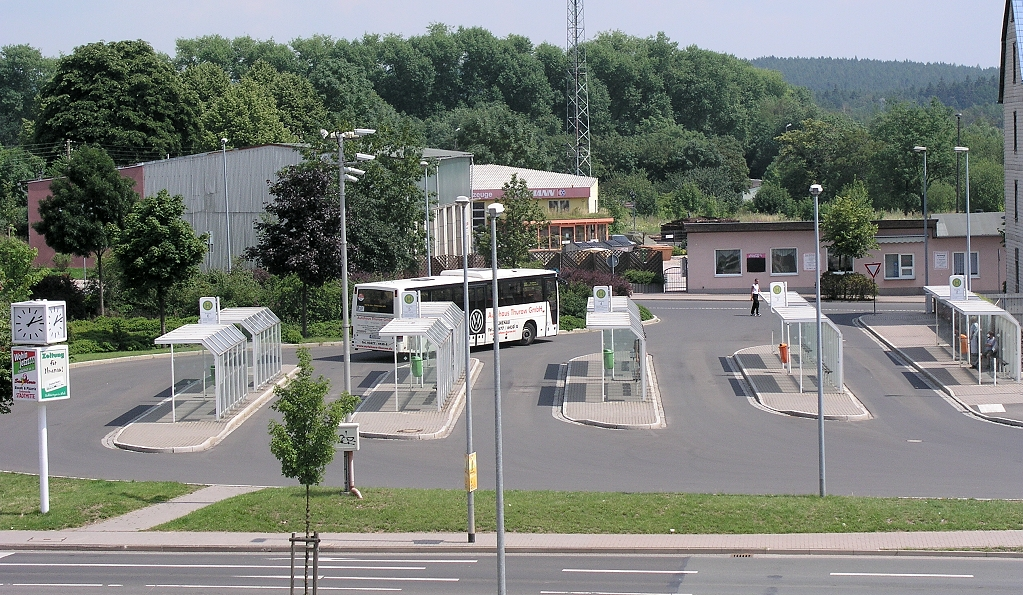
Busbahnhof in Ilmenau. Beispiel für eine Parallelform

Hier gibt es zwei Arten, die Schräg- und die Längsparallelform. Dabei werden die einzelnen Bussteige parallel zueinander entweder längs oder diagonal angeordnet. Diese Form hat zwar gegenüber der Rondellform den Vorteil, dass Busse unterschiedlicher Richtungen voneinander getrennt werden, besitzt aber die Nachteile des Flächenverbrauchs sowie der fehlenden Aufstellfläche und häufig der fehlenden Wendemöglichkeiten.
Eine Sonderform eines Busbahnhofs gibt es beim ZOB in Passau. Bei diesem existiert ein Rendezvous-System, und die Busse halten aufgrund eines Platzmangels in beide Richtungen parallel. Er hat zwei Zu-/Abfahrten in beide Richtungen. Da er sowohl von Süden als auch von Norden her angefahren werden kann, braucht man nur fünf große Bussteige, und der ZOB wird nur vom Stadtverkehr und von in den Südwesten abgehenden Regionalbuslinien angefahren.

### Kaiform

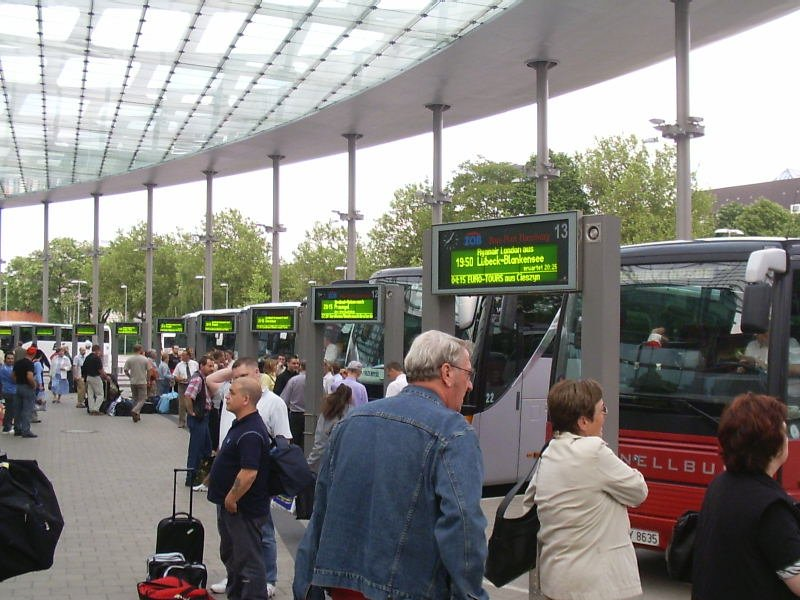
ZOB Hamburg – vor den Bussteigen. Bauweise Kaiform

Die Kaiform ist eine bestimmte Bauweise der Parallelform, allerdings mit dem Unterschied, dass hierbei senkrecht zu den parallelen Bussteigen der Wartebereich für Fahrgäste geführt wird. Somit handelt es sich hier um Busbuchten, in denen die Busse halten. Die Kaiform besitzt den Vorteil, dass man sehr gut die Beschilderung lesen kann; sie erfordert es aber, dass die Busse beim Herausfahren zurücksetzen müssen. Daher kann sie nicht im ÖPNV, sondern nur im Fernbusverkehr eingesetzt werden. Ausnahmen befinden sich bei britischen Busbahnhöfen (Bus Station), wo diese Bauform auch für den Regional- und Stadtbusverkehr genutzt wird (z. B. in Newcastle).

### Hundeknochenform
Hundeknochenform bedeutet, dass die Busse in einer normalen Straße auf Busspuren halten, ähnlich der Längsparallelform, und hinter diesen Busspuren in einem Kreisverkehr wenden. Da sich die Kreisverkehre an beiden Seiten befinden, besitzt der Busbahnhof aus der Vogelperspektive das Aussehen eines Hundeknochens oder einer Hantel.

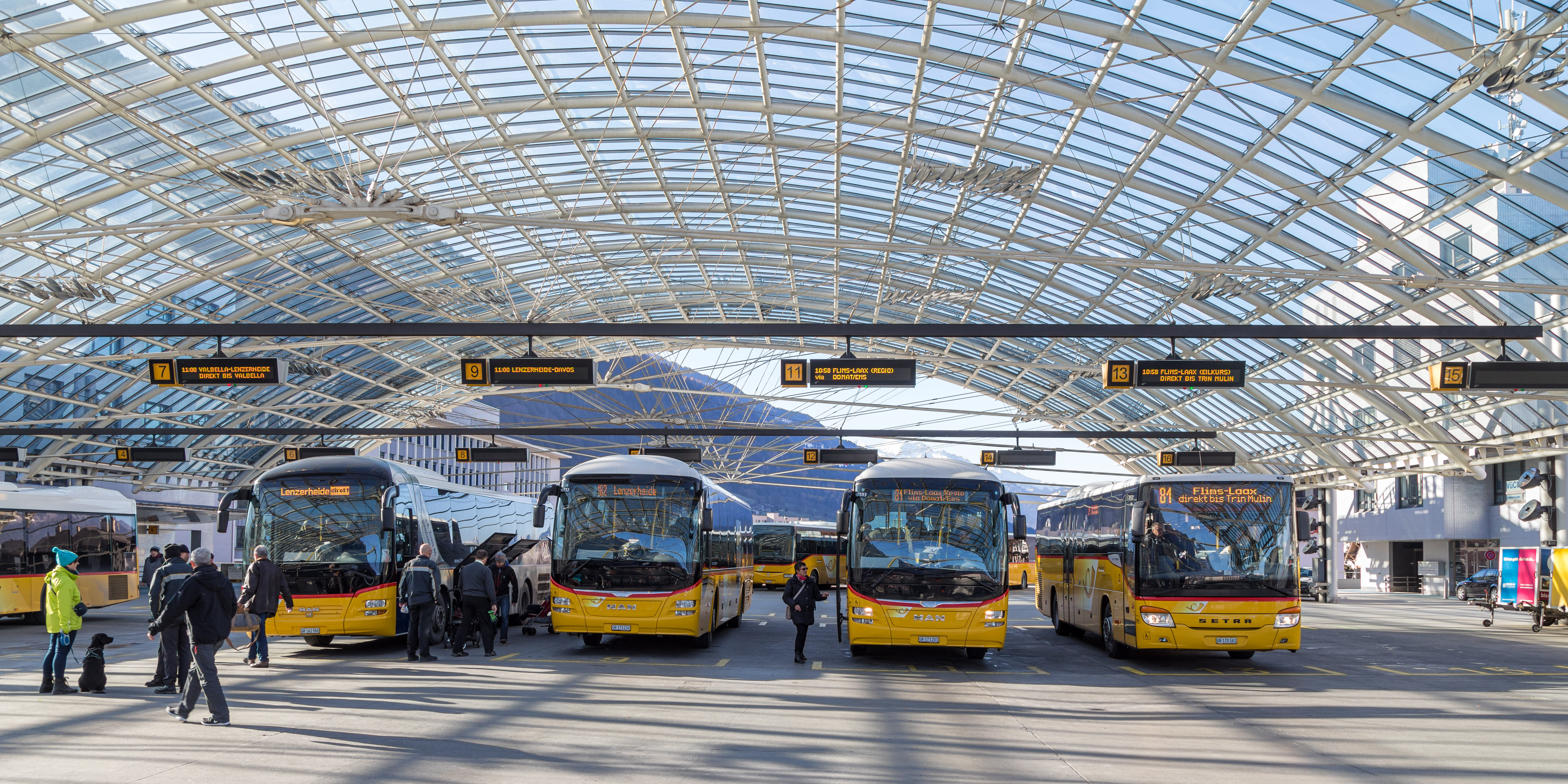
Busbahnhof/Postautostation Chur (Schweiz): luftige Halle auf dem Bahnhofsdach

## Rendezvous-Systeme im Stadtverkehr

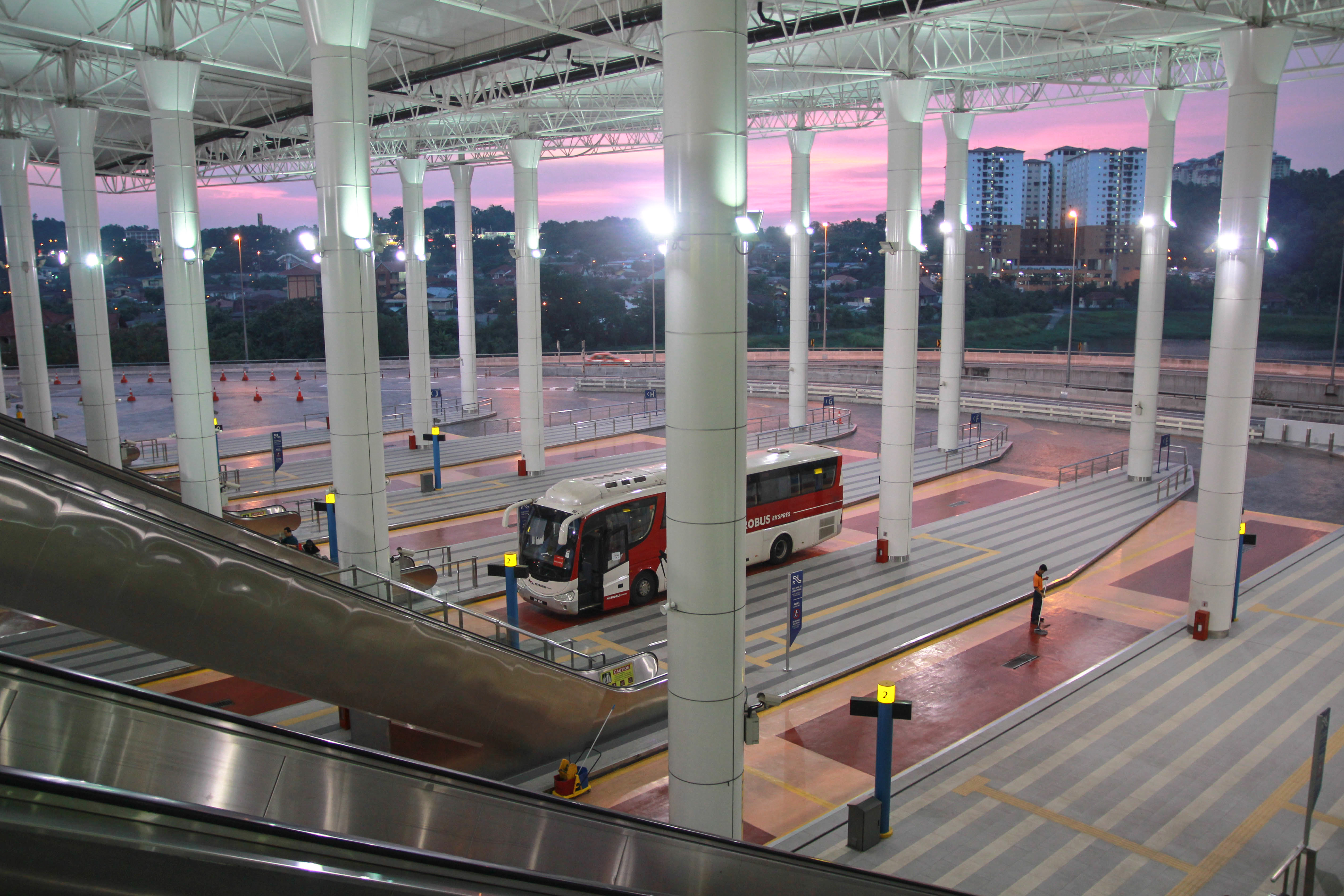
Busbahnhof in Malaysia

Der Platzbedarf für Busbahnhöfe gegenüber einer einzelnen Haltestelle ist hoch, in engen Innenstadtbereichen muss daher über Alternativen nachgedacht werden. Die Gestaltung eines Stadtbus-Systems bietet dazu verschiedene Möglichkeiten: Eine in der Innenstadt endende Buslinie benötigt eine Wendemöglichkeit und Pausenhaltestelle (Überliegeplatz), eine Durchmesserlinie verlagert beides in den städtischen Außenbereich und benötigt daher im Innenstadtbereich weniger Platz. Sollen direkte Anschlussmöglichkeiten zwischen mehreren Linien bestehen, müssen diese gleichzeitig an- und kurze Zeit später wieder abfahren. Dieses Prinzip nennt man Rendezvous-System. Dazu benötigt jede Linie eine eigene Halteposition. Wird der Takt der Linienfahrpläne jedoch gegeneinander verschoben, reicht bei fünf Minuten Taktabstand zwischen den einzelnen Anfahrten eine Haltestelle für bis zu zwölf Linien aus. Die Wartezeiten für die Fahrgäste sind bei verschobenen 20-Minuten-Takten gegenüber einem Rendezvous-System nicht übermäßig länger, da Umsteige- und eventuelle Wartezeiten auf verspätet eintreffende Busse ebenfalls bis zu zehn Minuten in Anspruch nehmen können. In vielen Fällen kann durch eine günstige Fahrplangestaltung ohne größere Nachteile für die Fahrgäste auf Busbahnhöfe verzichtet werden.

## Sonderfälle
Eine besondere Situation entsteht in Orten mit einem zentralen Umsteigeknoten im Zentrumsbereich und einem zweiten Knoten an einem etwas vom Ortszentrum entfernt gelegenen Bahnhof. Wenn hier bei der Fahrplangestaltung nicht auf eine Gleichwertigkeit beider Knoten geachtet wird (z. B. mit Durchmesserlinien), kommt es zu einer Verödung meistens des Bahnhofsknotens, wobei dann auch Bahnfahrgäste für das Bussystem verloren gehen.

### Minden
Ein Beispiel hierfür ist Minden. Dort existiert ein Stadtbussystem, das ausschließlich aus Radiallinien besteht; der Busbahnhof am Bahnhof wird dabei nur im 30-Minuten-Takt bedient (Linienendpunkt nach zwei Stationen im Zentrum). Seit Sommer 2005, als das Stadtbus-System eingeführt wurde, dient der ZOB Minden in der Innenstadt als zentrale Umstiegshaltestelle. Alle Linien, ausschließlich der Linie 605, die am Bahnhof endet, haben hier ihre Endhaltestelle. Hierbei wurde darauf geachtet, dass die Busse zur Taktminute XX:40 am ZOB eintreffen und XX:45 wieder abfahren. Aufgrund von Linienlängen und Fahrzeiten können manche Verbindungen dieses Fahrplanschema nicht einhalten.

### Passau
Auch Passau hat diese Sondersituation. Es gibt einen ZOB im Zentrum, der Neuen Mitte Passaus, und einen Hauptbahnhof am Europaplatz, der die Innenstadt nach Westen abgrenzt. Der ZOB ist das Zentrum des Stadtverkehrs, und die Busse der Linien fahren nach Rendezvous-System zur Minute .00, .15, .30 und .45 ab. Das Problem wurde aber gut gelöst, da die Linien 8, 9, 10, 11, K4 und CITY den Hauptbahnhof dadurch im 15-Minuten-Takt mit dem ZOB verbinden. Außerdem enden alle Regionalbuslinien des RBO dort und die Busse der Linien, die in den Südwesten des Passauer Landkreises fahren, fahren auch den ZOB an.

### Bünde
In Bünde wurde für ein neues Stadtbussystem ein ZOB im Zentrum am Museumsplatz errichtet; der Busbahnhof nahe dem Bahnhof bleibt Endpunkt der Regionalbuslinien und wird auch von der Linie 2 des Stadtverkehrs bedient.

### Tuttlingen
Im baden-württembergischen Tuttlingen gibt es ebenfalls zwei Umstiegspunkte, am außerhalb liegenden Bahnhof und in der Stadtmitte (ZOB Stadtmitte). Der Bahnhof ist vom Beginn der Innenstadt etwa zwei Kilometer entfernt. Der Stadtverkehr verkehrt historisch bedingt überwiegend nur stündlich, überlagert sich durch entgegenlaufende Ringlinien teilweise und bildet dabei am ZOB Stadtmitte regelmäßige Knoten zu den Minuten .00, .15, .30 und .45 nach dem Rendezvous-Konzept, allerdings zu jedem Knoten mit verschiedenen Linien. In dieses System ergänzt fährt der Regionalverkehr, der wie der Stadtverkehr vom Landratsamt geplant und finanziert wird, durch versetzte Taktlagen auf Durchmesserlinien die gleichen Haltestellen an, wodurch auch der innerstädtische Verkehr mitbedient wird. In Tuttlingen endende Linien sind dabei konsequent in beide Knoten eingebunden. Beispiele sind die aus Osten kommenden Linien 310 und 340, die zuerst den zentralen ZOB Stadtmitte bedienen und dann zum Bahnhof im Westen der Stadt fahren. Die Busse der Linien 110 und 120 aus Trossingen halten aus Westen zuerst am Bahnhof und bedienen dann alle Haltestellen bis zum ZOB Stadtmitte. So entsteht eine Stammstrecke zwischen Bahnhof und Innenstadt, die nur von Ausnahmen nicht befahren wird. Es kommt auf dieser Achse kaum zu Wartezeiten größer als 15 Minuten.
Die Bauform der Station am Bahnhof Tuttlingen ist eine Zusammenfassung von vier einzelnen Haltestellen auf dem Bahnhofsvorplatz mit Mittelinsel; der ZOB Stadtmitte erinnert an ein langgezogenes Rondell mit 7 bis 8 Halte- und einigen Abstellplätzen.

### Ratingen
Im nordrhein-westfälischen Ratingen, das zwischen den Nachbarstädten Düsseldorf und Essen liegt, gibt es ebenfalls die Situation, dass es einen Busbahnhof im Innenstadtbereich gibt (Busbahnhof Ratingen Mitte) und einen Knoten am Rande des Zentrums gelegenen Bahnhof Ratingen Ost. Hier ist die Situation gut gelöst, da am Busbahnhof Ratingen Mitte lediglich Buslinien enden, die ihn aus östlichen Richtungen anfahren, sodass die Buslinien aus westlichen Richtungen alle zum Bahnhof Ratingen Ost durchgebunden werden. Die Buslinien aus östlichen Richtungen (mit Ausnahme Linie 753) verkehren ebenso wie die Buslinien, die Ratingen Mitte aus westlichen Richtungen erreichen, zum Bahnhof Ratingen Ost. Dort enden die Buslinien aus westlichen Richtungen und die anderen verkehren ins Umland weiter. Die Linie 749 bildet als Durchmesserlinie von Düsseldorf-Kaiserswerth über Ratingen-Mitte und Bahnhof Ratingen Ost nach Mettmann eine Mischform der Buslinien aus westlichen und östlichen Richtungen.

Alle Buslinien, die am Bahnhof Ratingen Ost verkehren, verkehren selbst wiederum zum Busbahnhof Ratingen Mitte mit Ausnahme der Linie 760, die das Ratinger Zentrum nördlich tangiert. Damit wird eine sehr große Gesamtnetzwirkung erzielt, ohne dass einer der beiden Busbahnhöfe benachteiligt wird.

### Hagen
Im ebenfalls nordrhein-westfälischen Hagen gibt es einen Busbahnhof am Hauptbahnhof am Rande der Innenstadt sowie einen in der Innenstadt nahe dem Rathaus und der Sparkasse (Stadtmitte/Volme-Galerie). Zwischen den Busbahnhöfen fahren jeweils die Linien aus dem Norden und Nordwesten über Elberfelder Straße am Theater vorbei Richtung Osten und Südosten, während die Linien aus dem Westen, Südwesten und Süden über die Körnerstraße in den Osten, Norden und Nordosten fahren. Ausnahmen dabei sind die Regionalbuslinien 591 und 594 und die Casinobuslinie 544, die alle nur den Hauptbahnhof bedienen und dort auch enden. Die Linie 522 endet im Gegensatz dazu in der Stadtmitte ohne den Hauptbahnhof zu bedienen. Eine weitere Besonderheit stellen die Linien 521 und 525 dar, die, vom Buschey kommend, zwischen den Busbahnhöfen in einen der beiden Hauptstränge einmünden und so nur einen Busbahnhof bedienen können, es ist jedoch gewährleistet, dass auch die Fahrgäste vom Buschey zu beiden Busbahnhöfen kommen, denn die Linie 521 bedient den Hauptbahnhof, die 525 die Stadtmitte. Den Mittelpunkt des Nachtexpressnetzes stellt der Busbahnhof Stadtmitte/Volme-Galerie dar. Ursprünge dieses Netzes finden sich schon im Netz der 1976 eingestellten Straßenbahn, die bereits ein Dreiecksnetz besaß, der wichtige Knotenpunkt neben dem Hauptbahnhof war aber nicht die damalige Haltestelle Rathaus, sondern die Station am Markt.

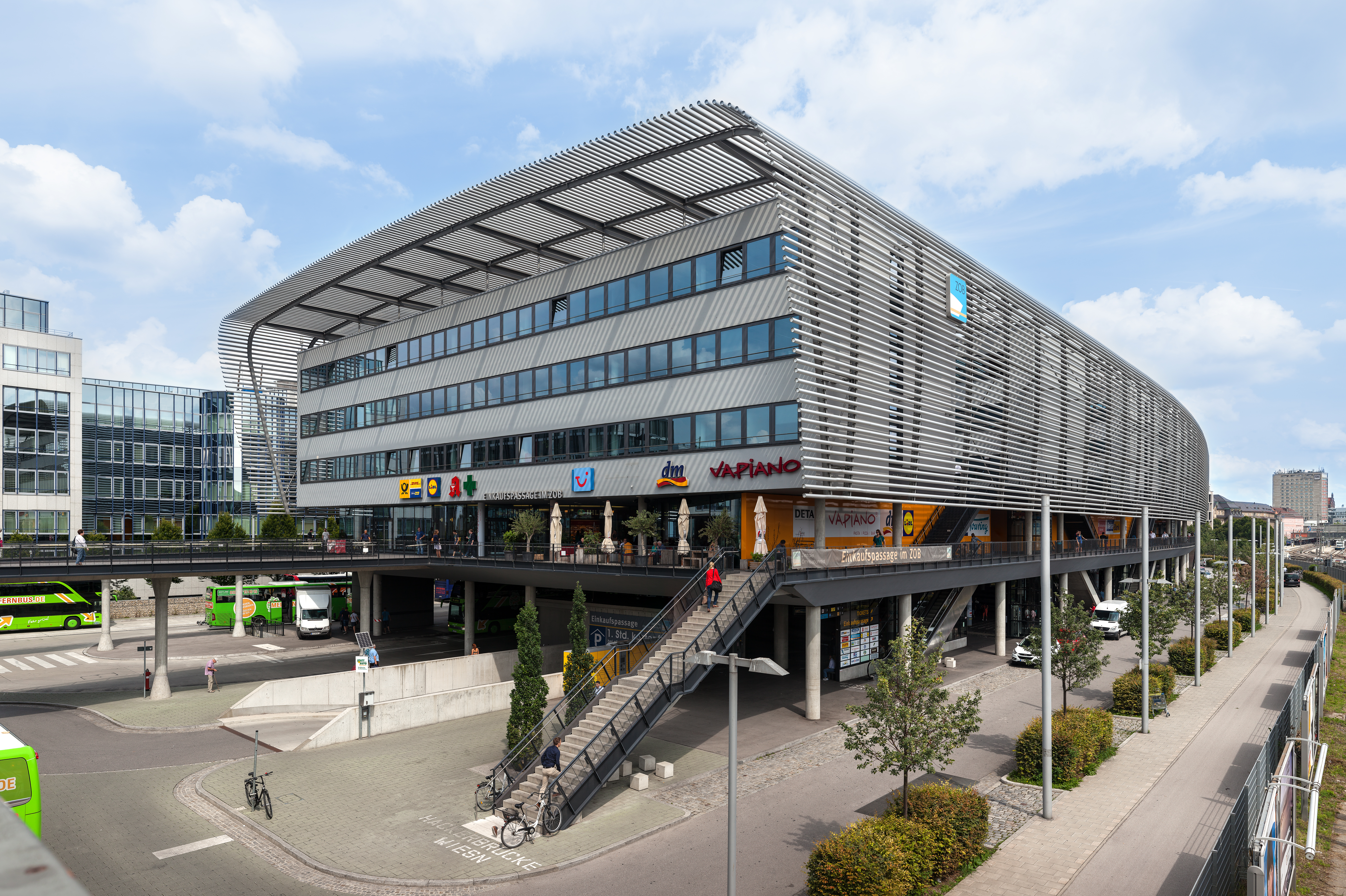
Zentraler Omnibusbahnhof München (ZOB)
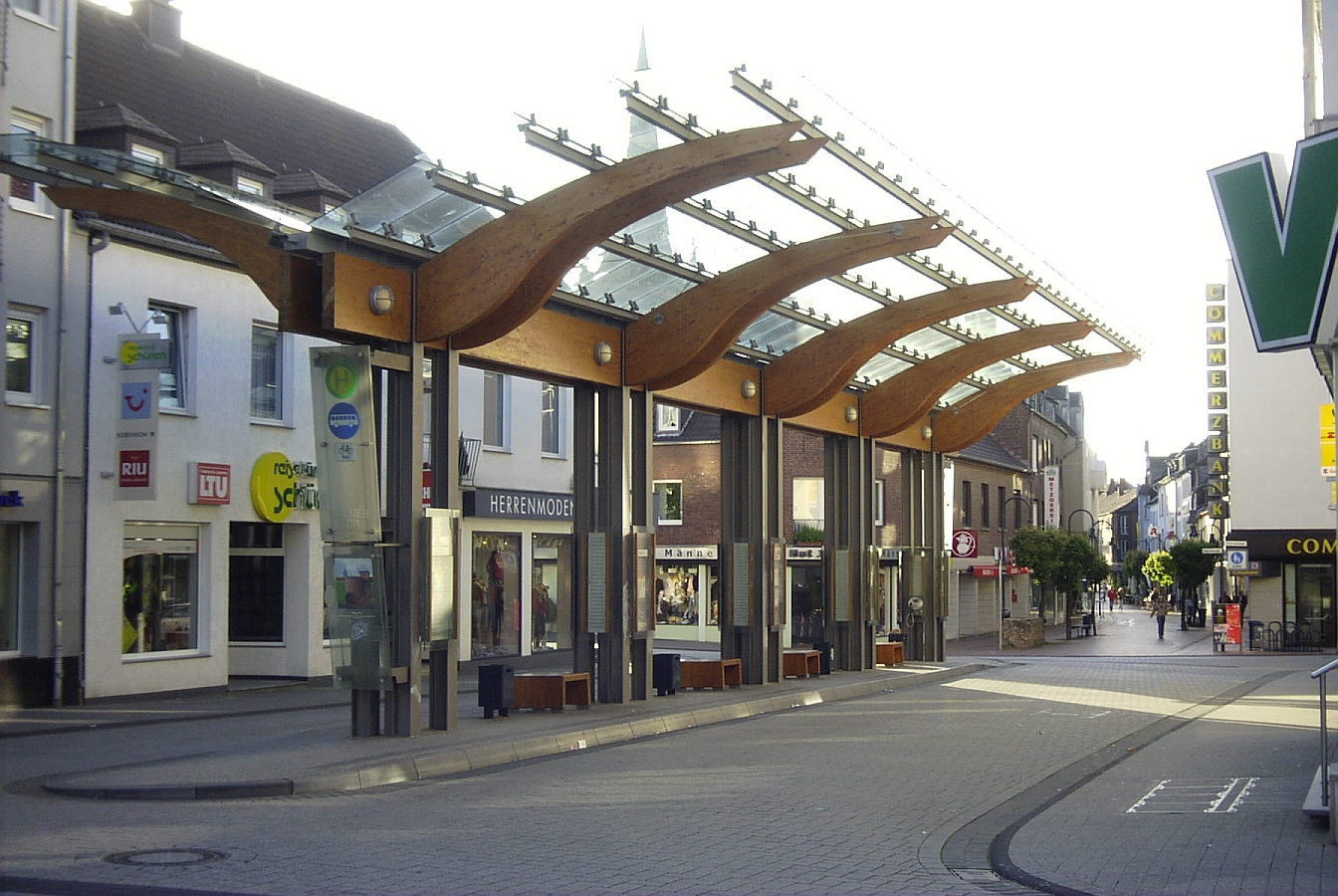
Bustreffpunkt „Kölner Tor“ in Erkelenz
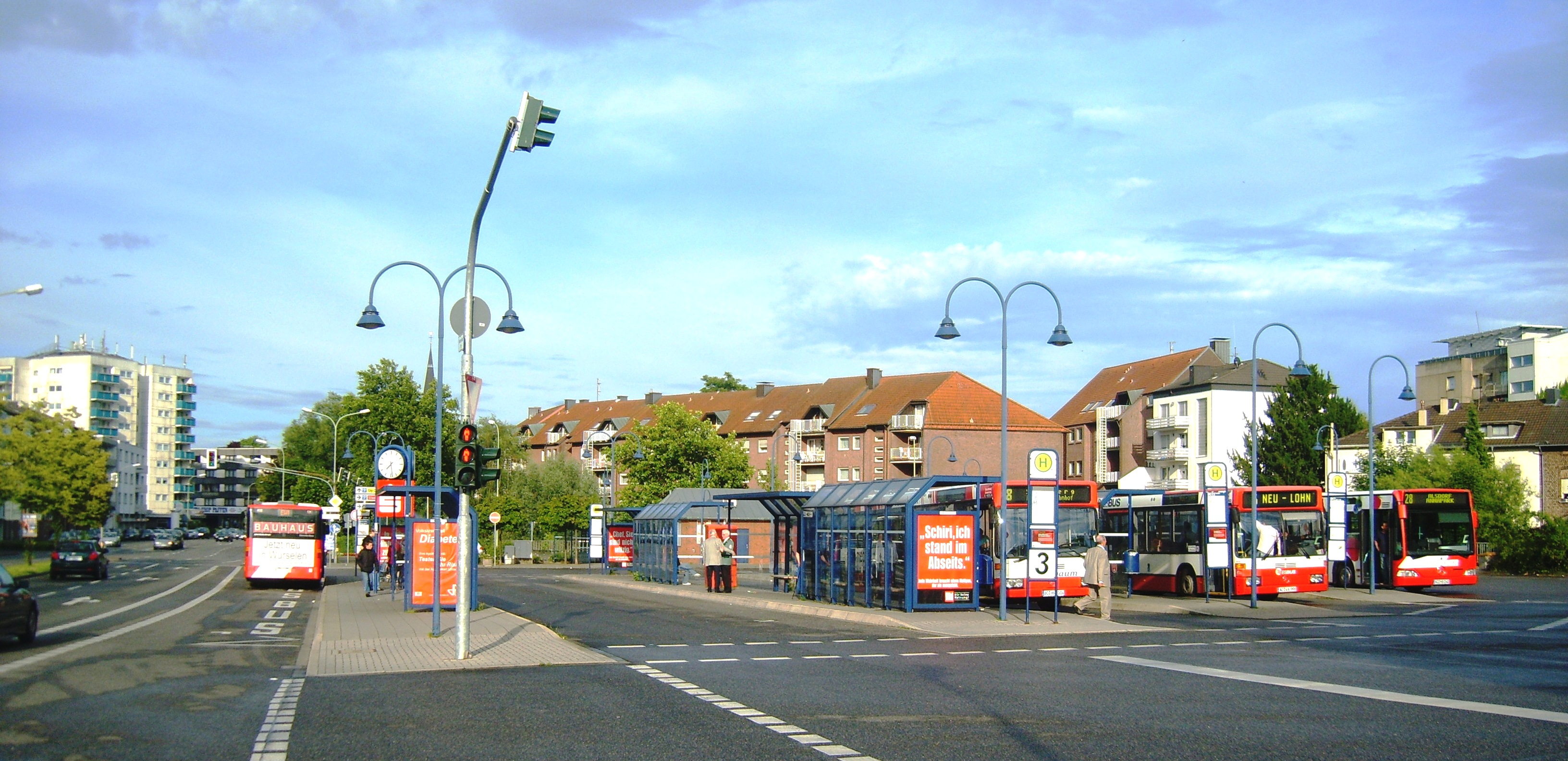
Eschweiler Bushof
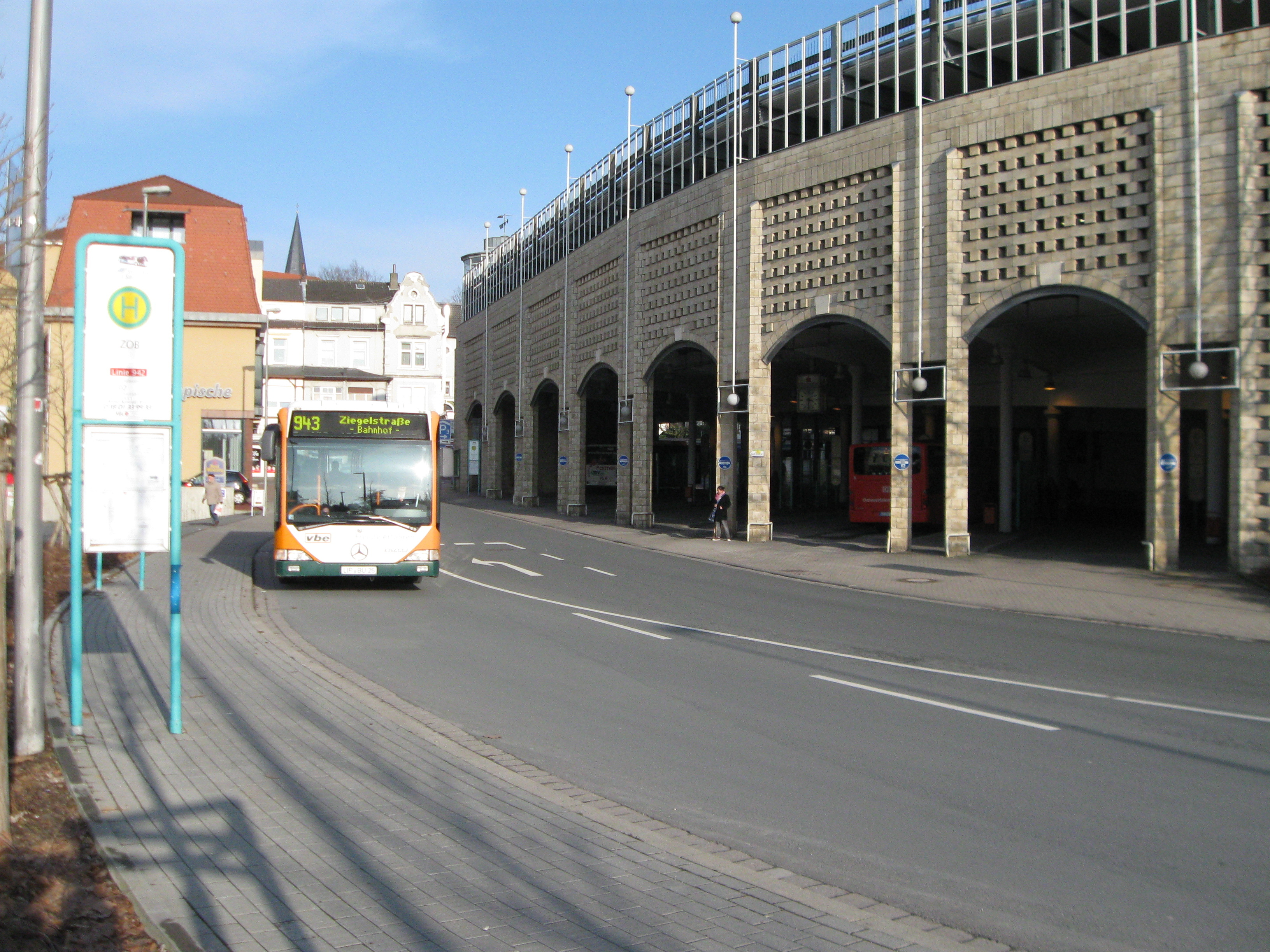
Regionaler ZOB Bad Salzuflen im Erdgeschoss eines Parkhauses
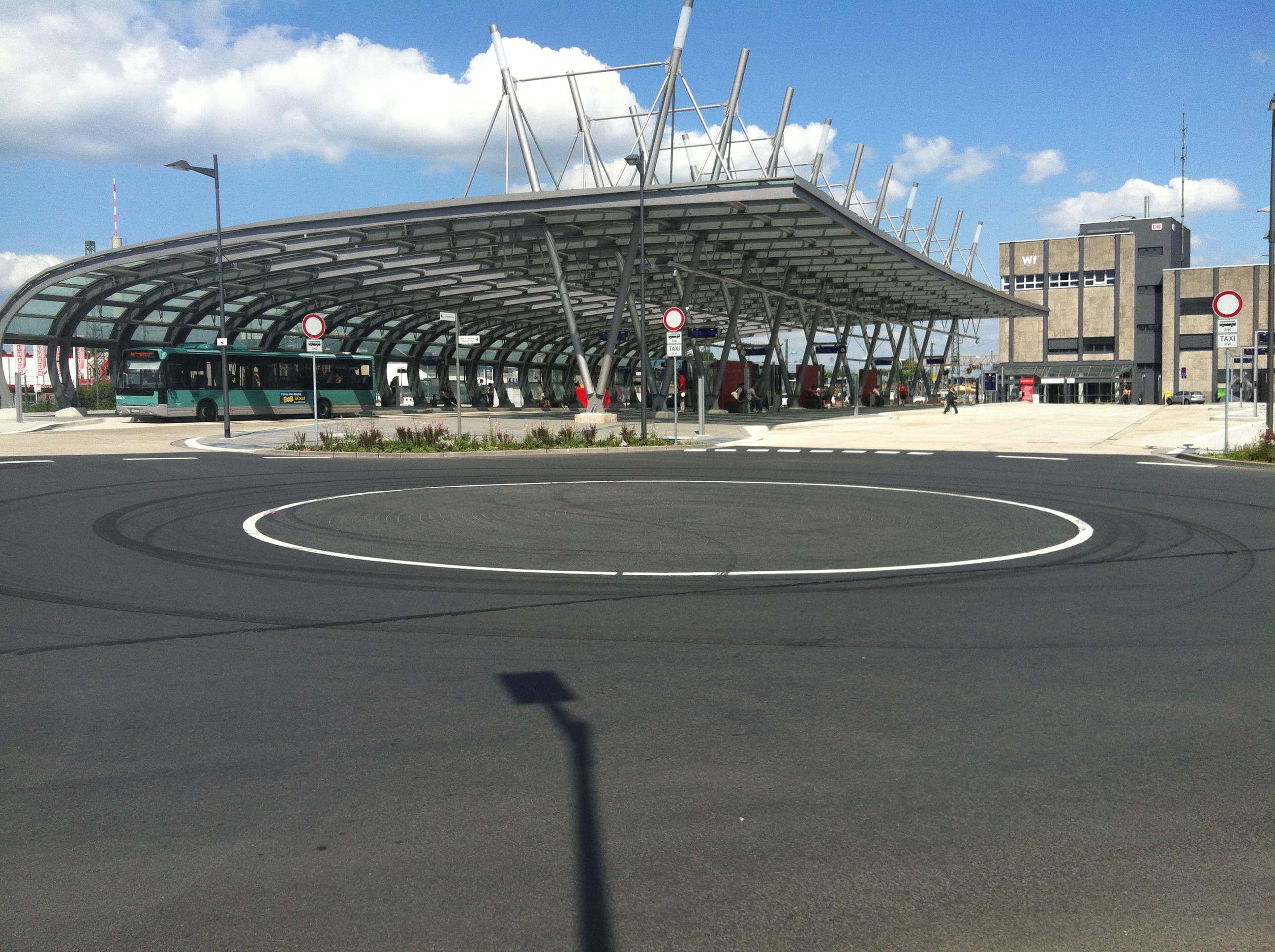
ZOB in Wetzlar
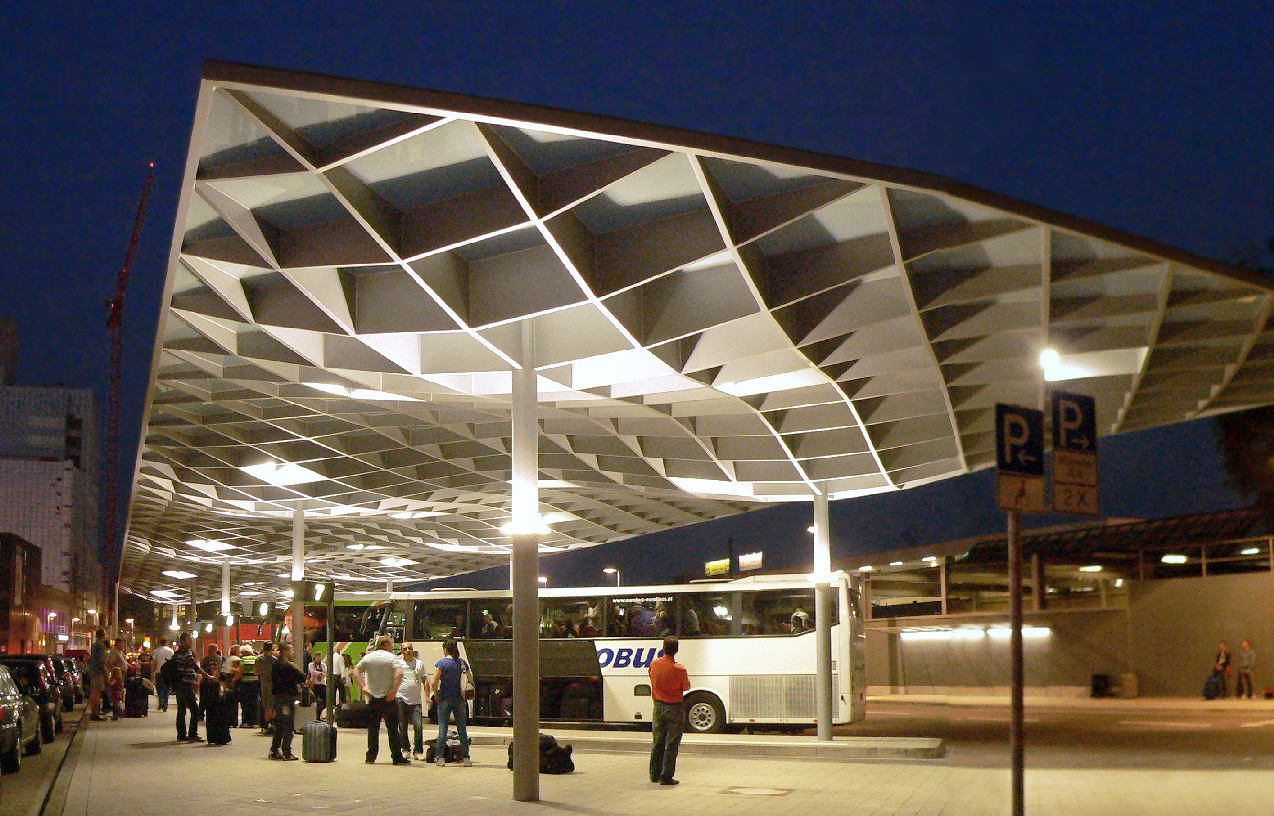
Der 2014 neu erbaute ZOB Hannover mit Glas-Flugdach
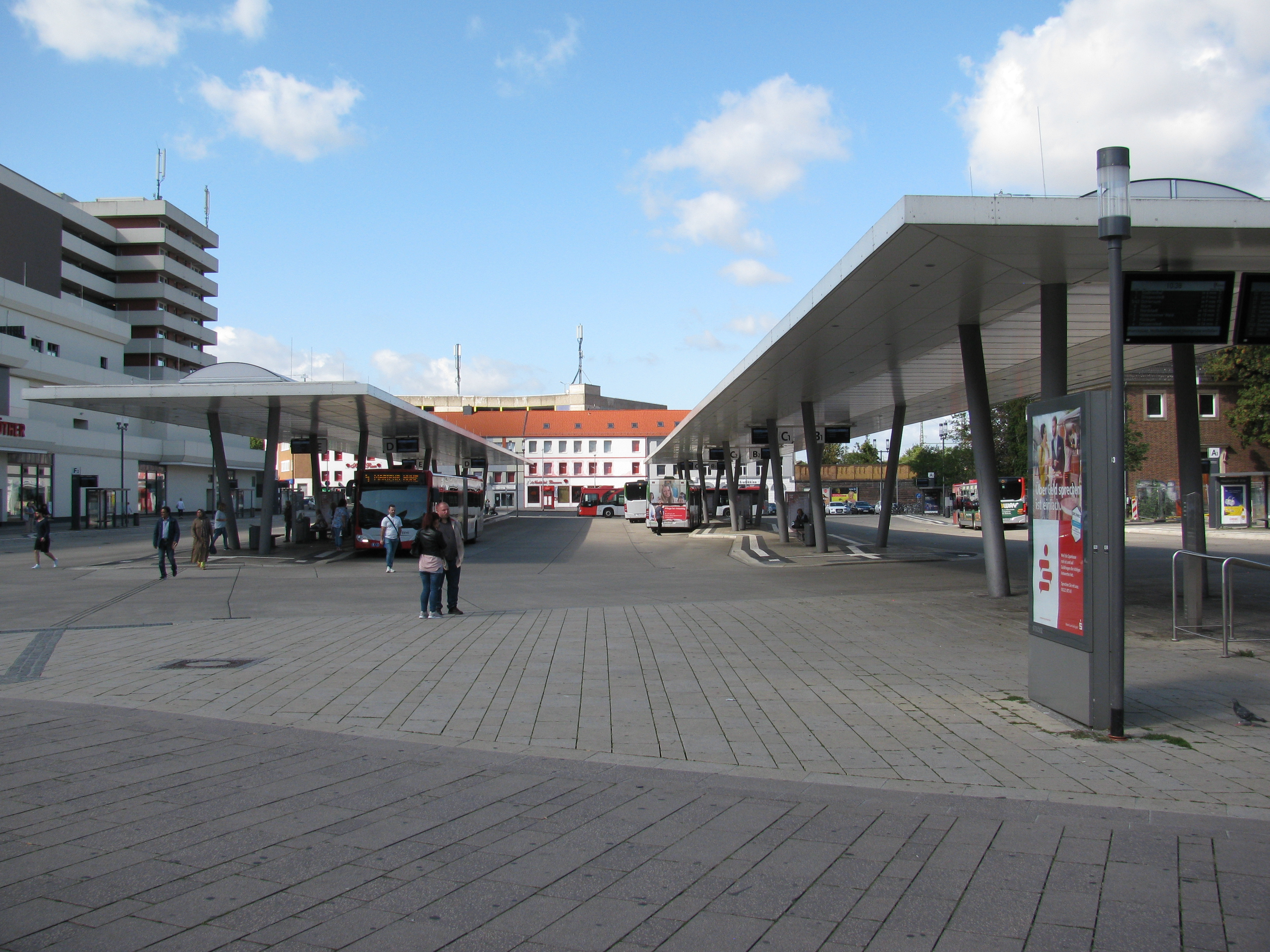
ZOB in Hildesheim

Kombinierte Bahnsteige für Schienenverkehr und Bus

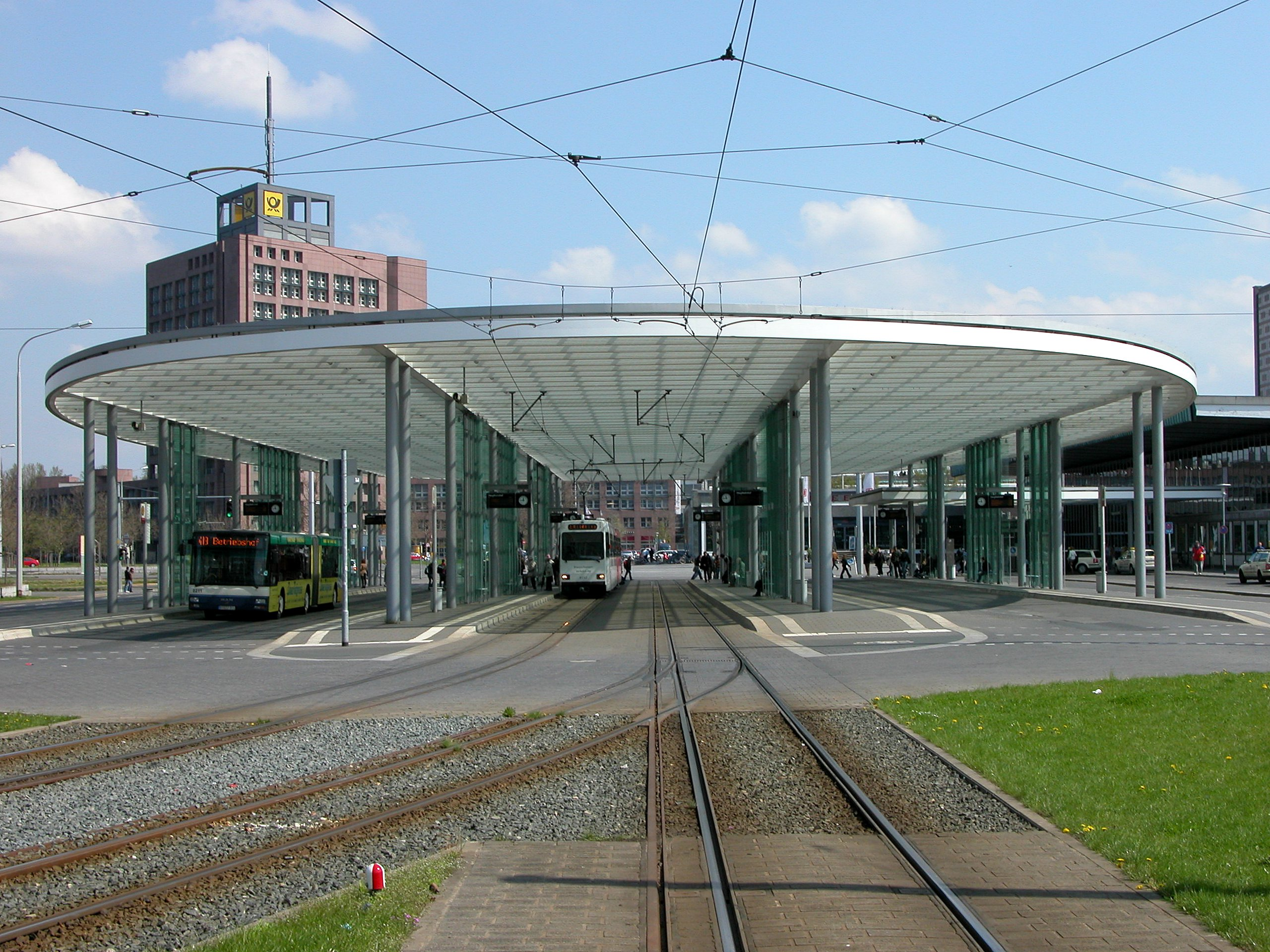
Bus- und Straßenbahnhaltestelle vor dem Braunschweiger Hbf
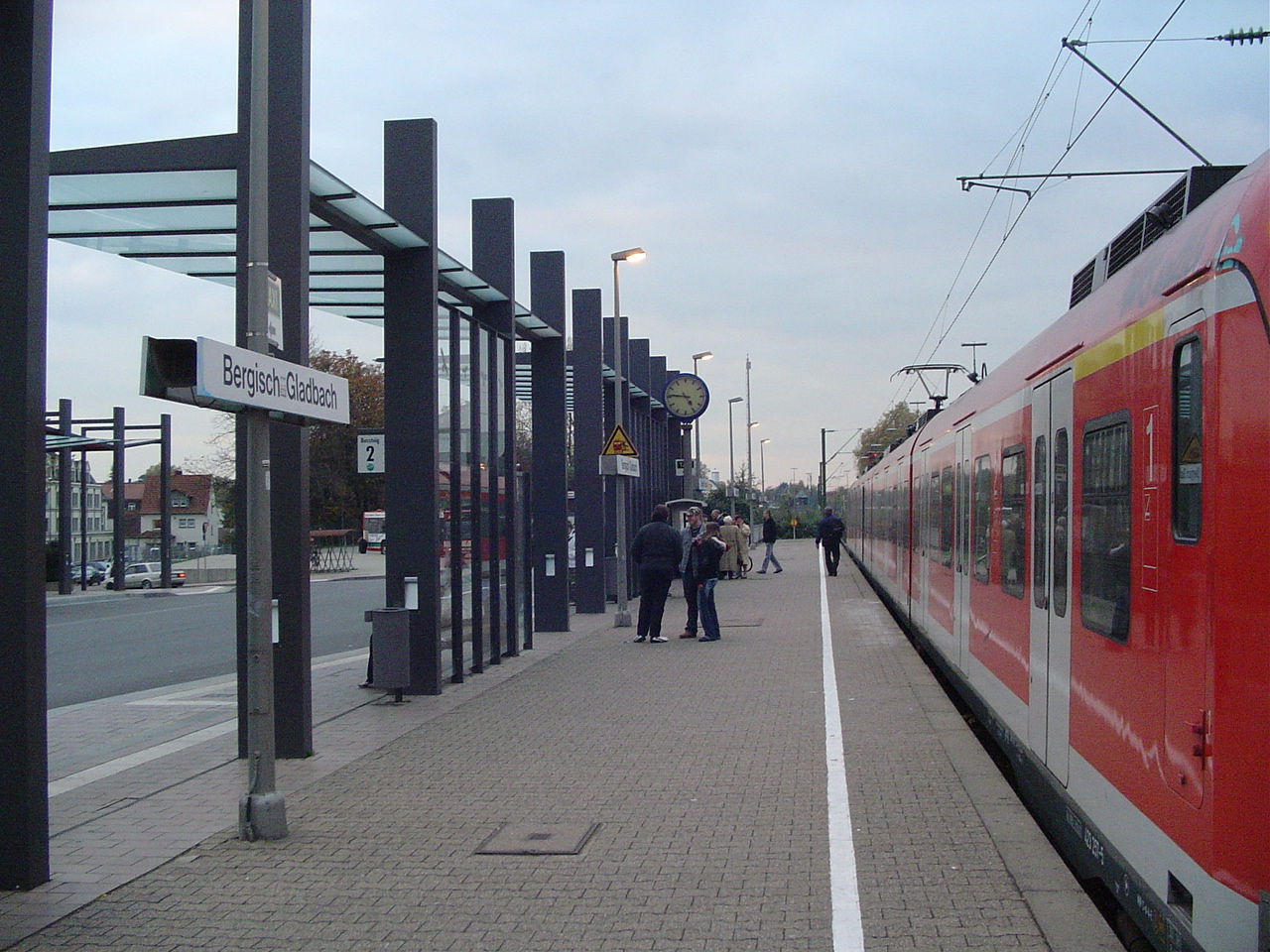
Bus-/S-Bahnsteig in Bergisch Gladbach